# Жонсьник-Шляхецький
Жонсьник-Шляхецький (пол. Rząśnik Szlachecki) — село в Польщі, у гміні Вонсево Островського повіту Мазовецького воєводства.
Населення — 132 особи (2011).
У 1975-1998 роках село належало до Остроленцького воєводства.

## Демографія
Демографічна структура станом на 31 березня 2011 року:
|          | Загалом | Допрацездатний вік | Працездатний вік | Постпрацездатний вік |
| -------- | ------- | ------------------ | ---------------- | -------------------- |
| Чоловіки | 67      | 18                 | 41               | 8                    |
| Жінки    | 65      | 17                 | 29               | 19                   |
| Разом    | 132     | 35                 | 70               | 27                   |